# Руттенберг, Джозеф
Джо́зеф Ру́ттенберг (англ. Joseph Ruttenberg; 4 июля 1889, Житомир — 1 мая 1983, Лос-Анджелес, Калифорния) — американский кинооператор и фотожурналист, член Американского общества кинооператоров (англ. American Society of Cinematographers), обладатель четырёх «Оскаров» за лучшую операторскую работу — один из двух кинооператоров в истории кинематографа, получивших такое большое количество наград в этой номинации.

## Биография
Джозеф Руттенберг родился 4 июля 1889 года в Санкт-Петербурге в семье русских евреев. Когда ему было четыре года, его семья эмигрировала в США, в Бостон. С юных лет Джозеф работал фотожурналистом в газете «The Boston Globe», но оставил эту работу в 1915 году и устроился в Fox Film Corporation учеником кинооператора. Уже спустя два года на экраны вышел его первый немой фильм «Раскрашенная Мадонна» (англ. The Painted Madonna), который имел большой успех. В конце 1920-х годов Джозеф перешёл на работу в Paramount Pictures и переехал в Нью-Йорк. С 1931 года стал снимать звуковые фильмы. В 1934 году подписал контракт с Metro-Goldwyn-Mayer и перебрался в Голливуд. В 1968 году снял свой последний фильм и ушёл на пенсию. Скончался 1 мая 1983 года.
В течение всей жизни не оставлял своего юношеского увлечения фоторепортажами, регулярно печатался в англ. American Cinematographer и других изданиях.
Жена — Роуз Руттенберг, дочь — Вирджиния.

## Фильмография

### Победившие фильмы
«Оскар»
- 1938 — Большой вальс / The Great Waltz
- 1942 — Миссис Минивер / Mrs. Miniver
- 1956 — Кто-то там наверху любит меня / Somebody Up There Likes Me
- 1958 — Жижи / Gigi

«Золотой глобус»
- 1954 — Бригадун / Brigadoon

### Номинировавшиеся фильмы
«Оскар»
- 1940 — Мост Ватерлоо / Waterloo Bridge
- 1941 — Доктор Джекилл и мистер Хайд / Dr. Jekyll and Mr. Hyde
- 1943 — Мадам Кюри / Madame Curie
- 1944 — Газовый свет / Gaslight
- 1953 — Юлий Цезарь / Julius Caesar
- 1960 — Баттерфилд, 8 / BUtterfield 8

### Прочие (избранные)
- 1917 — Раб / The Slave
- 1922 — Серебряные крылья / Silver Wings
- 1931 — Борьба / The Struggle
- 1934 — ? / англ. The Knife of the Party
- 1934 — Женщина в темноте / Woman in the Dark
- 1936 — Три крёстных отца / Three Godfathers
- 1936 — Ярость / Fury
- 1937 — Большой город / Big City
- 1937 — День на скачках / A Day at the Races
- 1938 — Поют все / Everybody Sing
- 1938 — Драматическая школа / Dramatic School
- 1938 — Три товарища / Three Comrades
- 1938 — Банальный ангел / англ. The Shopworn Angel
- 1939 — Время взаймы / англ. On Borrowed Time
- 1939 — Балалайка / Balalaika
- 1939 — Женщины / The Women
- 1939 — Ледовое безумство / англ. The Ice Follies of 1939
- 1940 — Товарищ Икс / англ. Comrade X
- 1940 — Бродвейская мелодия 40-х / Broadway Melody of 1940
- 1940 — Филадельфийская история / The Philadelphia Story
- 1941 — Девушки Зигфилда / Ziegfeld Girl
- 1941 — Двуликая женщина / Two-Faced Woman
- 1942 — Женщина года / Woman of the Year
- 1942 — Перекрёсток / Crossroads
- 1942 — Случайная жатва / Random Harvest
- 1943 — Представляя Лили Марс / англ. Presenting Lily Mars
- 1944 — Миссис Паркингтон / англ. Mrs. Parkington
- 1945 — Долина решимости / англ. The Valley of Decision
- 1945 — Приключение / Adventure
- 1948 — Джулия плохо себя ведёт / англ. Julia Misbehaves
- 1948 — Дочь Б. Ф. / англ. B.F.'s Daughter
- 1949 — Та самая Форсайт / англ. That Forsyte Woman
- 1949 — Подкуп / англ. The Bribe
- 1950 — Переулок / Side Street
- 1950 — История миссис Минивер / англ. The Miniver Story
- 1950 — Великолепный янки / The Magnificent Yankee
- 1951 — Причина для тревоги / англ. Cause for Alarm!
- 1951 — Добрая леди / Kind Lady
- 1951 — Эта большая страна / англ. It's a Big Country
- 1951 — Слишком молода, чтобы целоваться / англ. Too Young to Kiss
- 1951 — Великий Карузо / The Great Caruso
- 1952 — Узник крепости Зенда / The Prisoner of Zenda
- 1952 — Потому что ты моя / англ. Because You're Mine
- 1953 — Девчонка из городка / Small Town Girl
- 1953 — Латинские любовники / Latin Lovers
- 1954 — Её двенадцать мужчин / англ. Her Twelve Men
- 1954 — Последний раз, когда я видел Париж / англ. The Last Time I Saw Paris
- 1955 — Прерванная мелодия[англ.] / Interrupted Melody
- 1955 — Кисмет / Kismet
- 1956 — Приглашение на танец / Invitation to the Dance
- 1956 — Лебедь / The Swan
- 1957 — Пока не поплывут / англ. Until They Sail
- 1958 — Дебютантка поневоле / The Reluctant Debutante
- 1959 — Зелёные поместья / Green Mansions
- 1959 — Крушение «Мэри Дир» / The Wreck of the Mary Deare
- 1961 — Две любви / англ. Two Loves
- 1961 — Холостяк в раю / англ. Bachelor in Paradise
- 1961 — Ада / Ada
- 1962 — ? / англ. Who's Got the Action?
- 1963 — Крюк / The Hook
- 1963 — Это случилось на всемирной выставке / It Happened at the World’s Fair
- 1963 — Кто спал на моей кровати? / англ. Who's Been Sleeping in My Bed?
- 1964 — Большое дело / англ. A Global Affair
- 1965 — Харлоу / Harlow
- 1965 — Сильвия / Sylvia
- 1965 — Многоликая любовь / англ. Love Has Many Faces
- 1966 — Оскар / The Oscar
- 1968 — Спидвей / Speedway